# Helmer Ljus
Helmer Ljus, född 23 april 1928 i Delsbo, död 14 september 2023 i Sala, var en livstidsdömd dubbelmördare.

## Bakgrund
Ljus föddes i Delsbo i Hälsingland, med en uppväxt i en otrygg miljö med missbruksproblem. Vid fyra års ålder skildes hans föräldrar och han fick bo i fosterhem hos en moster. Skolan avslutade han i Tallåsen i västra Hälsingland och vid tolv års ålder fick han börja arbeta i skogen tillsammans med vuxna. 
Han bodde månader i sträck i en skogskoja och fick stanna kvar ensam och sköta hästarna när de vuxna åkte hem till sina familjer över helgerna. Så småningom började han hjälpa till i en liten verkstad med svetsning, smide och reparationer i Delsbo. 
Någon riktigt ordnad anställning hade han aldrig; han levde sitt liv närmast som en enstöring i en liten stuga utanför Delsbo.

## Kriminalitet
År 1947 dömdes han, 19 år gammal, för sitt första brott, vilket skulle bli början på en lång kriminell bana. 
Genom åren dömdes han för otaliga småbrott och allt från olaga vapeninnehav, hembränning, tjuvjakt och olaga kraftöverföring till misshandel och mord.
År 1988, 60 år gammal, dömdes han för första gången för mord, för att i berusat tillstånd huggit ihjäl en vän med yxa. 
Efter bara några år i frihet dömdes Ljus 1999 än en gång till livstid för mord, efter att berusad huggit ihjäl en rörelsehindrad granne som låg i sin säng. 
De senaste 15 åren av sitt liv ansökte Ljus regelbundet om att få straffet tidsbestämt, men varje gång fick han avslag, fram till i mars år 2023, då Örebro tingsrätt beslutade att omvandla livstidsstraffet till 39 års fängelse. Ljus skulle ha blivit fri under 2025 efter att ha avtjänat två tredjedelar av det senaste straffet. 
Helmer Ljus blev Sveriges äldste livstidsfånge. Den 14 september 2023 avled han 95 år gammal på Salbergaanstaltens sjukavdelning i Sala.